# NGC 1818
NGC 1818 is een relatief jonge bolvormige sterrenhoop in het sterrenbeeld Goudvis. Het hemelobject ligt 164.000 lichtjaar van de Aarde verwijderd en werd op 3 augustus 1826 ontdekt door de Schotse astronoom James Dunlop. De sterrenhoop is naar schatting 20 miljoen jaar oud en maakt deel uit van de Grote Magelhaense Wolk.

## Synoniemen
- ESO 85-SC40
- Dun 236
- GC 1031
- h 2749